# Moralsk oprustning på Kronborg
|  | Denne artikel er oprettet af botten Steenthbot ud fra en ekstern database. Den kan derfor have sproglige fejl eller mangler. Denne skabelon kan fjernes efter kontrol af indholdet. |

Moralsk oprustning på Kronborg er en dansk dokumentarfilm fra 1948 instrueret af Carl Otto Petersen.

## Handling
Journalfilm af Moralsk Oprustnings møde den 6. juni 1948 på Kronborg Slot. Folk ankommer med færge til Helsingør for at deltage i MO-stævne. Mange er i folkedragter. Ole Bjørn Kraft og flere officerer ses. Taler og optræden.